# 몬시즈역
몬시즈역(일본어: 門静駅)은 일본 홋카이도 앗케시 군 앗케시정에 있는 홋카이도 여객철도의 역이다. 단선 승강장 1면 1선의 구조를 지닌 지상역이다.

## 역 주변
- 국도 제44호선
- 앗케시 정 정수장

## 역사
- 1917년 12월 1일 : 개업,
- 1987년 4월 1일 : 민영화에 따라, 홋카이도 여객철도로 이관.

## 인접 정차역
| 홋카이도 여객철도 네무로 본선 | 홋카이도 여객철도 네무로 본선 | 홋카이도 여객철도 네무로 본선 |
| ----------------------------- | ----------------------------- | ----------------------------- |
| 오보로 구시로 방면            | 네무로 본선                   | 앗케시 네무로 방면            |